# British Household Panel Survey
Le British Household Panel Survey (BHPS) est une enquête statistique britannique administrée par l'Institute for Social and Economic Research de  l'université de l'Essex. C'est une enquête en panel menée depuis 1991 à partir d'un échantillon représentatif de la population britannique. La base de données ainsi créée a été très souvent utilisée dans les sciences sociales.